# Indischer Name
Indische Namen sind je nach ethnischer, sprachlicher, religiöser und sozialer Herkunft des Trägers verschieden.

## Transkription ins Lateinische
Bei der Transkription der unterschiedlichen Schriftzeichen der Sprachen Indiens in das lateinische Alphabet ergaben sich über die Jahrhunderte der britischen Kolonialherrschaft nichtoffizielle Gewohnheiten, die sich jedoch von Region zu Region unterscheiden können.

## Herkunft der Träger
Es gibt keine bürokratischen Beschränkungen für die Namenswahl, sodass indische Eltern bei der Namenswahl weit mehr Spielraum haben als etwa deutsche bei ihren Kindern. Faktisch ist jedoch entscheidend, aus welcher Religion oder religiösen Richtung der Träger stammt.

### Hinduismus
Hindus, die in Indien die große Mehrheit der Bevölkerung stellen, haben in Nordindien, wo Indoarische Sprachen gesprochen werden, in der Regel drei Namen, wobei der zweite heutzutage meist weggelassen wird. Der erste (Vor-)Name ist religiösen Ursprungs, leitet sich also zum Beispiel von einem Gott ab; der zweite hat eine ungebundene Bedeutung, während der dritte (Familien-)Name die Kastenzugehörigkeit markiert. Es kommt auch vor, dass ein Name sowohl als Vor- als auch als Nachname dienen kann.
Beispiel:
| Erster Name | Zweiter Name | Dritter Name |
| Shankar     | Kumar        | Gupta        |
| Krishan     |              | Sharma       |

Shankar Kumar Gupta wäre ein Mitglied der  Kshatriya; seine Herkunft läge bei den Königen, Beamten (Executive). Sein Vorname stammt vom populären Gott Shiva.
Krishan Sharma wäre Brahmane, also Priester, und gehörte damit zur traditionellen Elite. „Krishan“ ist der abgeleitete Name des Gottes Krishna.
Eine Abweichung von Familiennamen bei Frauen und Männern existiert nicht; es ist üblich, dass eine Frau, wenn sie heiratet, den Familiennamen des Mannes annimmt.
In Südindien, wo dravidische Sprachen wie Tamil und Telugu gesprochen werden, steht der „Hausname“, also der Familienname, vor dem persönlichen Namen. Diese Namen sind oft Herkunftsnamen, wobei der Ort im Genitiv (Obliquus) steht und in der Regel abgekürzt wird. Titel und Adelsprädikate werden an den persönlichen Namen angehängt, zum Beispiel P(usapati) Vijararama Raju bedeutet „Vijayarama Raju von Pusapadu“. K(allidaikurichi) Aiyah Nilakanta Sastri bedeutet „der Sastri (Gelehrte) Nilakata, Ayar (Brahmane) aus Kallidaikurichi“.

### Islam
Muslimische Namen können sowohl indischen als auch der arabischen Sprache entstammen, letzteres vor allem bei Ableitungen von Mohammed und Allah. Wie bei den Hindus gibt es heute in der Regel zwei, seltener auch drei Namensteile. Auch hier ist der erste der Vor-, der zweite (dritte) der Nachname. Obwohl das Kastensystem für Muslime keine Bedeutung hat, hängt auch hier oft der Familienname von der gesellschaftlichen Stellung oder dem Beruf des Trägers (bzw. seiner Ahnen) ab.

### Sikhismus
Bei den monotheistischen Sikhs ist ein Vorname nicht geschlechtsspezifisch, wird aber durch einen Zusatz kenntlich gemacht, so heißt ein männlicher Sikh Singh und weibliche Anhänger Kaur. Auch hier macht meist der Familienname die soziale Herkunft deutlich.

### Christentum
Bei christlichen Indern vermischen sich klassische christliche Namen wie Peter mit hinduistischen oder muslimischen, sodass es hier auch durchaus dreigliedrige Namen gibt.